# Sławomir Mocek
Sławomir Marcin Mocek  (* 27. října 1976 Lešno, Polsko) je bývalý polský sportovní šermíř, který se specializoval na šerm fleretem. Polsko reprezentoval v devadesátých letech a v prvních letech jednadvacátého století. Na olympijských hrách startoval v roce 2000 v soutěži jednotlivců a družstev a 2008 v soutěži jednotlivců. V roce 1999 obsadil druhé místo na mistrovství Evropy v soutěži jednotlivců. S polským družstvem fleretistů vybojoval v roce 1998 titul mistra světa a v roce 2008 titul mistra Evropy.